# Kasha (Mythologie)

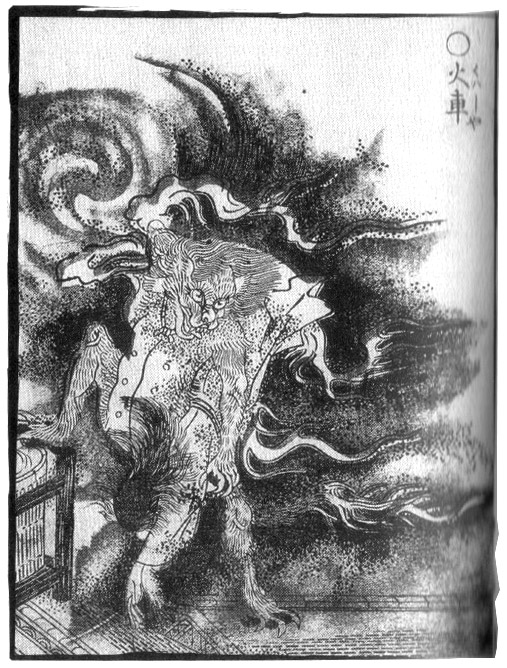
Kasha, wie er in Sekiens Werk Gazu Hyakki Yagyō von 1776 erscheint

Kasha (jap. 火車; „Feuerwagen“) ist der Name eines bösartigen Yōkai (妖怪; „Dämon“) der japanischen Folklore in Gestalt eines Katzendämons, der auf (bzw. unter) Friedhöfen hausen soll. Der Kasha gilt als Gegenstück der Glück bringenden Maneki-neko.

## Beschreibung
Kashas werden als brennende, meist anthropomorphe Riesenkatzen (Ōneko) beschrieben, seltener werden sie koboldähnlich dargestellt. Sie sollen gewaltsam die Leichname verunglückter Menschen stehlen, bevor diese bestattet oder verbrannt werden können. Sie sollen auch die Leichen von Menschen rauben, die zu Lebzeiten böse waren und deshalb keine Aussicht auf einen Aufstieg in den Himmel haben. Anderen Kashas wird nachgesagt, dass sie die Erde in brennenden Kutschen bereisen und die Seelen Verdammter in die Hölle verschleppen. Entweder trägt der Kasha den geraubten Leichnam auf seinen Schultern in einer brennenden Sturmwolke davon, oder er lädt ihn zu anderen Leichen auf seinen Karren und fährt damit geradewegs in die Hölle. Wird der Kasha bei seiner Tat ertappt und gestört, zerreißt er den Leichnam und hängt die Leichenteile an einem Baum oder an überhängenden Felsen auf.

## Hintergrund

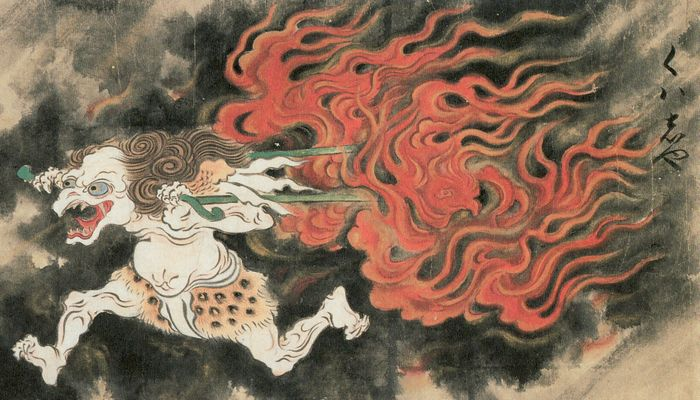
Kasha, wie er in Sūshis Hyakki zūkan von 1737 erscheint

Kashas gehören dem Volksglauben nach zur Gruppe der Yōkai. Sie sind den Nekomata und Bakeneko ähnlich und werden gelegentlich mit diesen verwechselt oder gleichgestellt. Der Glaube an ihre Existenz hat seinen Ursprung sowohl im Buddhismus als auch im Shintoismus. Der Glaube an dämonische Leichenräuber ist erstaunlich alt und hat eine entsprechend lange Tradition. Bestimmte buddhistische Tempel in Japan bieten verunsicherten und abergläubigen Familien ein bestimmtes Ritual an, bei dem der Verstorbene exhumiert und ein zweites Mal bestattet wird. Während der zweiten Bestattung werden Rosenkränze, Amulette und Bannsprüche ins Grab und auf den Sarg gelegt. Außerdem werden gesegnete Steine in und auf den Sarg gelegt, in dem Glauben, dass der Kasha sich ein anderes Grab suchen wird, weil der gesegnete Sarg zu schwer für ihn ist und die Segens- und Bannsprüche ihm schaden.
Eine bekannte Abbildung eines Kasha mit Beute erscheint unter anderem in Toriyama Sekiens Emakimono Gazu Hyakki Yagyō (画図百鬼夜行; „Bilderbuch der Nachtparade der 100 Dämonen“) aus dem Jahr 1776. Eine Abbildung von Sawaki Sūshi in dessen Emakimono Hyakki zūkan (百怪図巻; „Emaki der 100 Monster“) von 1737 zeigt den Kasha als langnasigen Kobold, der einen brennenden Karren zieht. Angebliche Kasha-Überfälle und Begegnungen werden auch in Werken wie dem Bōsō Manroku (茅窓漫録; „Die Musen des Bōsō“) von Chihara „Bōsō“ Kyosai aus dem Jahr 1833 geschildert.